# Eloy Gutiérrez Menoyo
Eloy Gutiérrez Menoyo (Madrid, 8 de diciembre de 1934 - La Habana, Cuba, 26 de octubre de 2012) fue un militar, guerrillero, político, de nacimiento español, nacionalizado cubano. Originalmente fue uno de los comandantes de la Revolución Cubana desde 1959 hasta 1961, año en que se exilió y comenzó a realizar operaciones para derrocar al nuevo gobierno desde Estados Unidos. Junto al Che Guevara y William Alexander Morgan era el tercer comandante de la Revolución no nacido en Cuba.
De manera autónoma estuvo al mando de las operaciones guerrilleras en la sierra del Escambray. En contra del giro comunista que tomó la Revolución, se enfrentó directamente con Che Guevara y Raúl Castro. Dirigió las operaciones militares de la organización paramilitar anticastrista Alpha 66, con la cual regresó a la isla, donde fue apresado y condenado a 30 años de prisión. Fue liberado en 1986 y siete años más tarde fundó Cambio Cubano, movimiento político que proclama un diálogo entre el Gobierno y sus opositores internos y en el exterior. Vivió en Cuba desde el año 2003 hasta su muerte en 2012.

## Juventud
Gutiérrez Menoyo fue el sexto de los hijos de Carlos Gutiérrez Zabaleta, un médico madrileño y militante del Partido Socialista Obrero Español (PSOE). Durante la guerra civil española, Gutiérrez Zabaleta fue médico en el Ejército Popular de la República, alcanzando el rango de mayor. Al concluir la contienda en 1939, a Gutiérrez Zabaleta le fue prohibido ejercer la medicina.
El propio Gutiérrez Menoyo recordó el hambre del momento:

Sé de memoria lo que es vivir en un país donde no hay ni una rata o gato o perro para comer. Mi infancia fue muy dura.

Su hermano mayor, José Antonio, murió a los 16 años en la Batalla de Majadahonda. Su hermano Carlos se exilió en Francia al terminar la Guerra Civil, donde se alistó con las tropas francesas y posteriormente con las estadounidenses en la lucha contra el Eje durante la Segunda Guerra Mundial. Fue Carlos quien decidió llevarse a toda su familia a Cuba un año después del fin de la guerra en Europa, en 1946.
El hermano de Gutiérrez Menoyo continuó su activismo político en La Habana. En contra de la dictadura de Fulgencio Batista, ambos hermanos participaron (Eloy de manera secundaria) en el asalto al Palacio Presidencial, el 13 de marzo de 1957, organizado por el Directorio Revolucionario. Carlos, dirigente de la operación en nombre del Directorio Revolucionario, murió en el asalto. El rol de Eloy era desconocido por las autoridades. Tras reconocer el cadáver de su hermano en el tanatorio habanero, el madrileño de 22 años decidió participar más activamente en la Revolución Cubana.

## Actividades militares

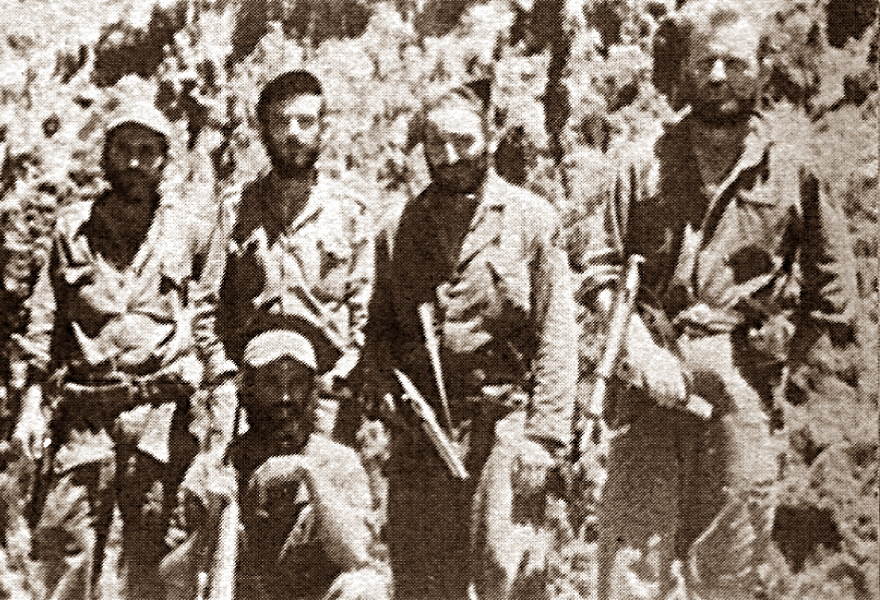
Guerrilleros del Segundo Frente Nacional del Escambray en 1958. (De izquierda a derecha) Nene Français, Eloy Gutiérrez Menoyo, José García, Henry Fuerte, William Alexander Morgan.

Tras la represión policial contra el Directorio Revolucionario 13 de marzo, Gutiérrez Menoyo se convirtió a los 22 años en el jefe de acción en la capital cubana. Tras un viaje relámpago en septiembre de 1957 a Miami, la cúpula de la organización guerrillera aceptó su propuesta de abrir un frente guerrillero en el interior de la isla. El 10 de noviembre de 1957, después de un mes de reconocimiento del terreno, Gutiérrez Menoyo proclamó el Frente Nacional (Escambray) en Banao, provincia de Las Villas.
En febrero de 1958, con el estadounidense William Alexander Morgan como su segundo en mando, Gutiérrez Menoyo recibió a un grupo de combatientes y armas provenientes de Estados Unidos. Después de varias escaramuzas con el poco eficaz ejército cubano, a finales del mes se emitió el Manifiesto del Escambray, en el que se pedía un regreso a la Constitución cubana de 1940 y la revolución social.
En julio de 1958 hubo una escisión dentro del Directorio Revolucionario debido a que Gutiérrez Menoyo se resistía a entregar el mando a Rolando Cubela y a implementar un ataque más urbano, que en el pasado había diezmado sus fuerzas. El secretario general del Directorio Revolucionario, Faure Chomón, consideró que Gutiérrez Menoyo era un traidor, y éste decidió formar su propio movimiento.
El grupo guerrillero, al que tanto el Directorio Revolucionario, como el movimiento 26 de Julio consideraban cuatreros debido a su costumbre de robar ganado y exigir un impuesto revolucionario a los campesinos, logró sin embargo mantener una cierta presencia en la zona.

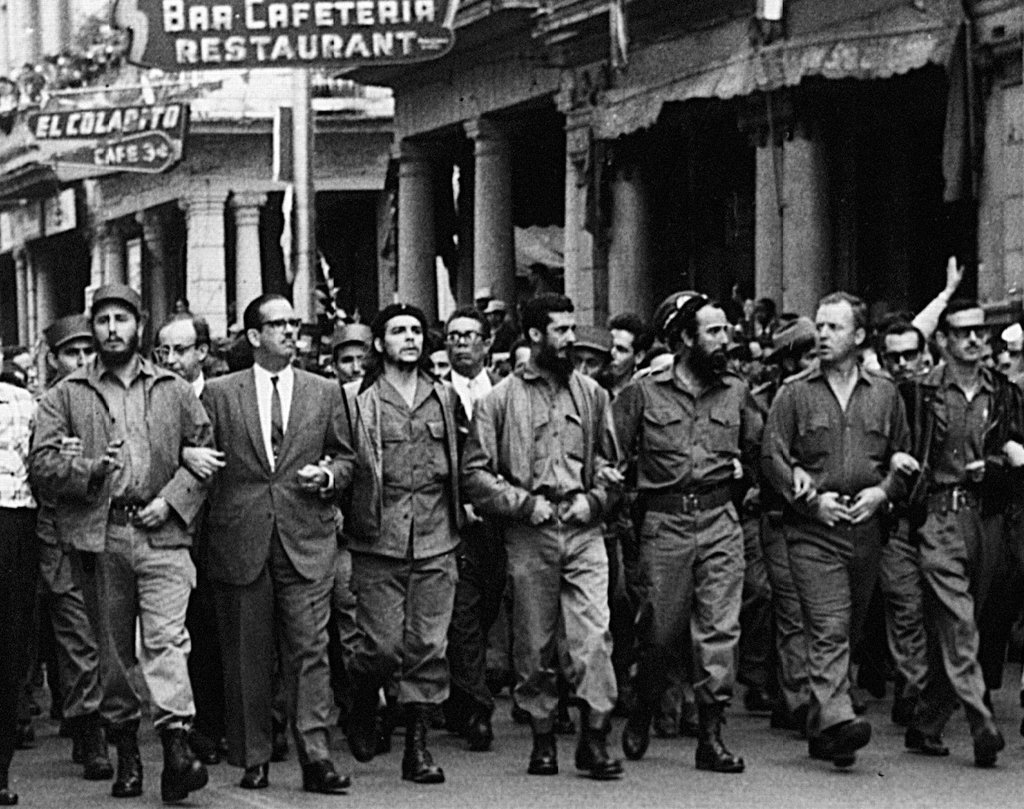
De izquierda a derecha: Fidel Castro, Osvaldo Dorticós Torrado, Che Guevara, Augusto Martínez Sánchez, Antonio Núñez Jiménez, William Alexander Morgan y Eloy Gutiérrez Menoyo.

Tras la llegada de la columna invasora del Comandante Ernesto Che Guevara, el grupo de Menoyo tuvo una actitud más activa y se unió a la ofensiva que lideró el Che, colaborando en los triunfos militares del Che Guevara en la Batalla de Santa Clara. Tras la renuncia de Batista en la madrugada del 1 de enero de 1959, las tropas de Gutiérrez Menoyo fueron de los primeros grupos guerrilleros en alcanzar La Habana, respetando el triunfo de Fidel Castro.

## Ruptura con Fidel

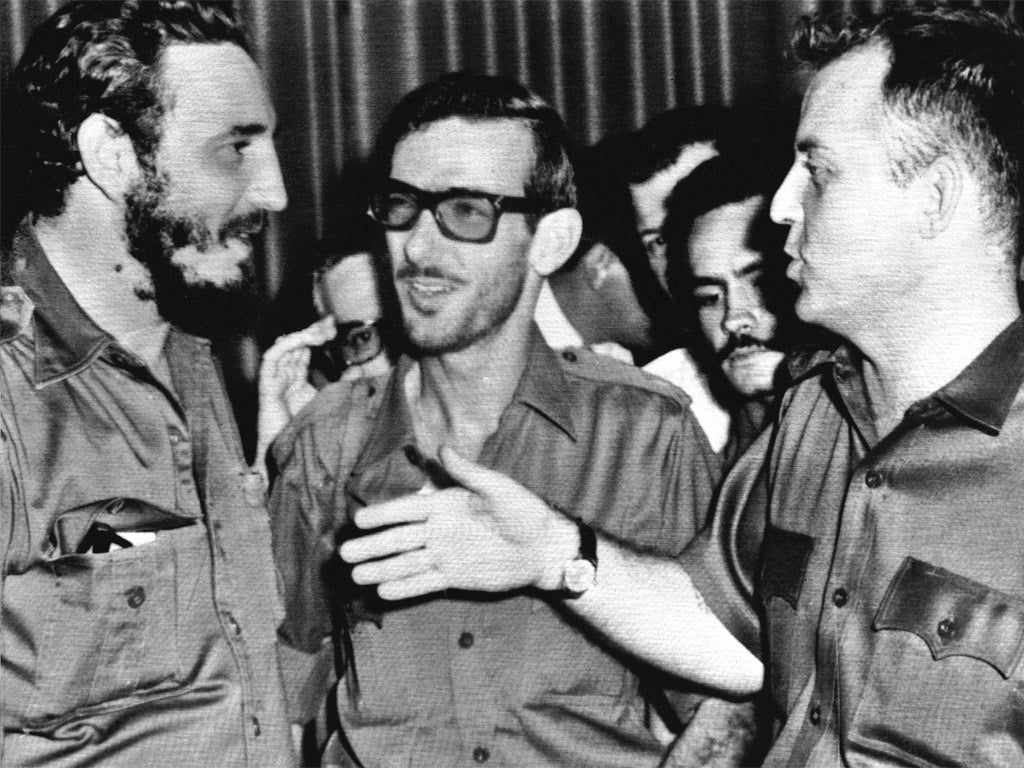
Fidel Castro, Eloy Gutiérrez Menoyo y William Alexander Morgan en La Habana en 1959.

Eloy no formó parte del gobierno y a finales de 1959 visitó Miami, posteriormente volvió al Escambray donde repartió ropas y juguetes a los niños pobres entre 1959 y 1960. Alarmado por el giro hacia el comunismo del gobierno fue uno de los líderes de la Rebelión del Escambray.
Huyó en barco hacia Estados Unidos en enero de 1961. Tras una travesía de 19 horas, alcanzaron las costas de Cayo Hueso, en Florida. Fue detenido durante seis meses en Texas y al ser liberado comenzó a vivir en Miami, nuevamente exiliado.
A finales de 1962, Gutiérrez Menoyo comenzó a compartir actividades con el grupo anticastrista Alpha 66, y poco después fue nombrado su director militar. En 1963 comenzaron sus actividades en las Bahamas (su base "La Esperanza" estaba en Cay Sal Bank, cerca de Williams Island), y fue apresado brevemente por el Gobierno estadounidense.
En diciembre de 1964 encabezó un desembarco con otras tres personas (Domingo Ortega Gómez, Enoel Salas Santos y Ramonín Quesada Acosta) cerca de Baracoa, en Cuba. Apenas cuatro semanas más tarde, el 23 de enero de 1965, fueron capturados por el Ejército cubano.

### Cautiverio
Después de una semana de interrogatorios, Gutiérrez Menoyo fue trasladado, con una venda en los ojos, ante Fidel Castro y la plana mayor del Ejército cubano. Las primeras palabras del líder cubano fueron:
«Eloy, sabía que ibas a venir, pero también sabía que te iba a capturar».
Su proceso duró 30 minutos y aunque fue condenado a muerte, se redujo su pena a cambio de una confesión televisiva. En su presentación, hizo un juego dialéctico para decir que no había sido ayudado por algunos en el campesinado. Posteriormente dijo que se trataba de una maniobra semántica, pues comió todos los días gracias a los campesinos.
Durante su cautiverio, Gutiérrez Menoyo estuvo en cinco prisiones, entre ellas La Cabaña, El Príncipe, Boniato e Isla de Pinos, a la cual fue trasladado a finales de 1965 y fue asignado el número de prisionero 35.138. En la cárcel, que tenía una amplia cantera donde los prisioneros hacían trabajos forzosos, el reo se negó a vestirse con el uniforme reglamentario. Recibió una paliza por parte de los carceleros que le impidió andar durante varios meses y en la que perdió, acusa, la vista de su ojo izquierdo y la facultad auditiva del oído izquierdo.
A mediados de 1970 recibió una condena adicional de 25 años por organizar desde su celda movimientos en contra del gobierno. Los diálogos de 1978 produjeron la libertad de 3.600 presos políticos cubanos gracias a la intercesión del gobierno de Estados Unidos y de algunos grupos de exiliados cubanos en Miami. Gutiérrez Menoyo denunció las conversaciones debido a que solo abordaron el asunto de los presos políticos.
Desde la prisión logró que su hija Patricia recibiera su cuento, El radarista, escrito para ella. Posteriormente el libro fue presentado en España por el político conservador Manuel Fraga, ministro durante el franquismo y dirigente del partido Alianza Popular (AP), predecesor del actual Partido Popular (PP).
El entonces presidente del gobierno español, Felipe González, se interesó en el caso de Gutiérrez Menoyo, enviando una carta a Fidel Castro en diciembre de 1984 pidiendo su liberación. Cuando la prensa le preguntó al respecto a finales de ese año, Castro calificó a Gutiérrez Menoyo de "terrorista" y  sentenció que «no podemos liberarle para que a las dos semanas se encuentre en Miami otra vez dirigiendo a Alpha 66».

### Libertad y regreso a Cuba
La presión internacional aumentó y el 20 de diciembre de 1986, después de casi 22 años de cautiverio y al mes de producirse la visita del gobernante español a Cuba, Gutiérrez Menoyo fue liberado y llevado a España. Tras visitar varios países, unas 3.200 personas le dieron una bienvenida de héroe en el Tropical Park de Miami el 14 de marzo de 1987.
Pero el romance entre la línea tradicional del exilio cubano de Miami y el famoso guerrillero fue breve. El 20 de enero de 1993 fundó Cambio Cubano, agrupación que abogaba por una reconciliación con el gobierno de Cuba y una salida pacífica del régimen socialista.
En junio de 1995 Gutiérrez Menoyo viajó a La Habana y se reunió con Fidel Castro. Los principales miembros del exilio cubano en Miami tildaron a Gutiérrez Menoyo de "traidor" y "dialoguero". En 2003, sin el permiso del gobierno, se mudó permanentemente a La Habana. Su intención era crear un espacio político y lograr una apertura política.
Debido a su situación de residente permanente de Estados Unidos, el Departamento del Tesoro de ese país le advirtió en 2005 que su permanencia en la isla podría vulnerar las leyes del embargo. Finalmente, debido a diversas complicaciones de salud, falleció en La Habana el 26 de octubre de 2012.